# 나르게스 모하마디
나르게스 모하마디(1972년 4월 21일 ~ , 페르시아어: نرگس محمدی)는 이란의 여성인권운동가로, 2023년에 노벨 평화상을 수상했다.
이란의 인권 운동가이자 노벨상 수상자이다. 동료 노벨 평화상 수상자 시린 에바디가 이끄는 인권 옹호자 센터(DHRC)의 부회장이다. 모함마디는 이란에서 히잡에 반대하는 대규모 페미니즘 시민 불복종을 적극적으로 옹호했으며, 2023년 히잡과 순결 프로그램을 비판했다. 2016년 5월, 테헤란에서 "인간 조직"을 설립하고 운영한 혐의로 16년 징역형을 선고받았다. 사형폐지를 위해 캠페인을 벌이는 인권운동이다." 그녀는 2020년에 석방되었다가 2021년에 다시 감옥으로 보내졌고, 이후 구금된 여성들에 대한 학대와 독방 감금에 대해 보고했다.
2023년 10월 감옥에 있는 동안 그녀는 “이란의 여성 억압에 맞서 싸우고 모든 사람의 인권과 자유를 증진하기 위한 투쟁”으로 2023년 노벨 평화상을 수상했다. 이란 외무부는 이번 결정을 비난했다.